# Агей
Агей (на иврит: חַגַּי‎) е еврейски проповедник.
Един от старозаветните пророци, той е предполагаемият автор на библейската Книга на пророк Агей от около 520 година пр. Хр. и е най-известен с призивите си за изграждане на Втория йерусалимски храм. За него няма почти никакви сведения освен авторството на книгата му и две споменавания в Първа книга на Ездра като застъпник за възстановяването на Храма.[Първа книга на Ездра 5:1]
Православната църква отбелязва паметта му на 16 декември.